# Droga ekspresowa S51 (Polska)
Droga ekspresowa S51 – polska droga ekspresowa, która łączy Olsztyn z drogą ekspresową S7 na węźle Olsztynek-Zachód. Jej długość wynosi ok. 34 km (częściowo pokrywa się z przebiegiem S16). W całości przebiega przez województwo warmińsko-mazurskie.
W 2005 droga ekspresowa S51 nie pojawiła się na publikowanej przez GDDKiA mapie przedstawiającej stan prac przygotowawczych na drogach ekspresowych w Polsce. Projekt budowy drogi ekspresowej S51 został ujawniony przez olsztyński oddział GDDKiA w lutym 2008. Zgodnie z planami projektowana trasa miała powstać po 2013 roku. Droga została wpisana do Programu Operacyjnego Infrastruktura i Środowisko. Została ukończona wraz z oddaniem ostatniego odcinka obwodnicy Olsztyna 1 lipca 2019.

## Odcinki istniejące
Odcinki istniejące o statusie drogi ekspresowej:
- obwodnica Olsztynka (6 km) – oddana do użytkowania 29 września 2012 roku, wybudowana w systemie „Zaprojektuj i zbuduj” w ramach budowy drogi ekspresowej S7 na odcinku Olsztynek – Nidzica[2].
- Olsztyn – Olsztynek (13,3 km)[3] – decyzję wyrażającą zgodę na budowę drogi podpisana została 11 grudnia 2014 przez wojewodę warmińsko-mazurskiego[4]. Umowa na realizacje odcinka podpisana została 6 lutego 2015 roku między olsztyńskim oddziałem GDDKiA a firmą Energopol-Szczecin S.A[5]. Zgodnie z umową koszt inwestycji wynosi 394,8 mln zł, natomiast termin realizacji wynosi 20 miesięcy (z wyłączeniem okresów zimowych)[6]. Odcinek został oddany do ruchu 22 grudnia 2017 roku[7].

- cz. obwodnicy Olsztyna (14,7 km)[8][9] – południowa cz. obwodnicy Olsztyna na odcinku Olsztyn Południe – Olsztyn Wschód[10]. Umowę podpisano 29 marca 2016 r, czas realizacji: 28 miesięcy (bez okresów zimowych)[11]. Prace nad budową tego odcinka rozpoczęły się w lipcu 2016 roku. Otwarcie 1 lipca 2019 roku[12]
  - 20 grudnia 2018 roku oddano do użytku pierwszy fragment obwodnicy o długości ok. 3 km od Wójtowa do węzła Olsztyn Wschód[13].
  - 1 lutego 2019 roku oddano do użytku odcinek Olsztyn Jaroty - Olsztyn Wschód (8,7 km)[14]
  - 1 lipca 2019 roku oddano do użytku odcinek Olsztyn Południe - Olsztyn Jaroty (6 km)[15]